# 堺市立庭代台小学校
堺市立庭代台小学校（さかいしりつ にわしろだい しょうがっこう）は、大阪府堺市南区にある公立小学校。
泉北ニュータウン栂地区の庭代台を校区とする。庭代台は1974年に入居が始まった。庭代台居住の児童は当初、隣接する原山台にある堺市立原山台小学校に通っていたが、翌1975年に現在地に庭代台小学校が開校した。

## 沿革
- 1975年4月1日 - 堺市立庭代台小学校として開校。

## 通学区域
- 堺市南区庭代台。

卒業生は堺市立庭代台中学校に進学する。

## 交通
- 南海電車 栂・美木多駅から南東へ約25分
- 南海バス栂・美木多駅3番乗り場から庭代台回りで10分、庭代台小学校前バス停すぐ。

## 著名な出身者
- 日髙光揮（サッカー選手）